# Vladimir Martelanc (kegljač)
Vladimir Martelanc, slovenski kegljač, * 25. avgust 1915, Dornberk, † 4. junij 1993, Kranj.
Martelanc je bil član kegljaškega kluba Triglav, med letoma 1971 in 1973 pa tudi njegov predsednik. Devetnajstkrat je bil član jugoslovanske državne selekcije, s katero je v letih 1953, 1957 in 1959 osvojil prvo mesto na svetovnem prvenstvu. Kot posameznik je na svetovnem prvenstvu leta 1959 v Bautzenu osvojil tretje mesto, leta 1962 pa je bil kot posameznik peti. 
Dvakrat je osvojil naslov državnega prvaka Jugoslavije posamezno (1953 in 1960), leta 1967 pa je bil tretji. Na slovenskih posamičnih prvenstvih je zbral pet medalj, vključno z naslovom slovenskega prvaka leta 1967.